# Robert Schlosser

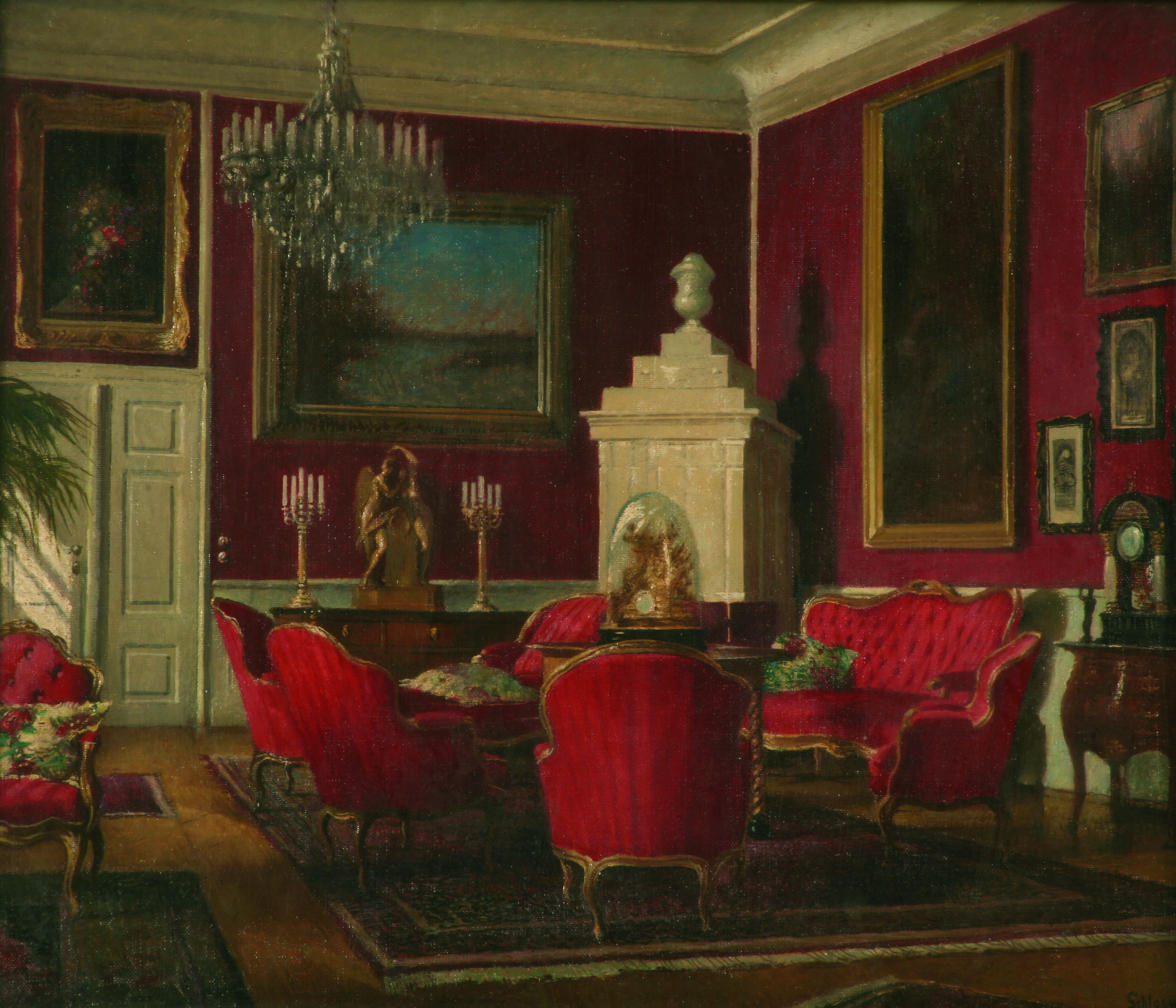
Anglický salon na zámku Zelená Hora, 1933

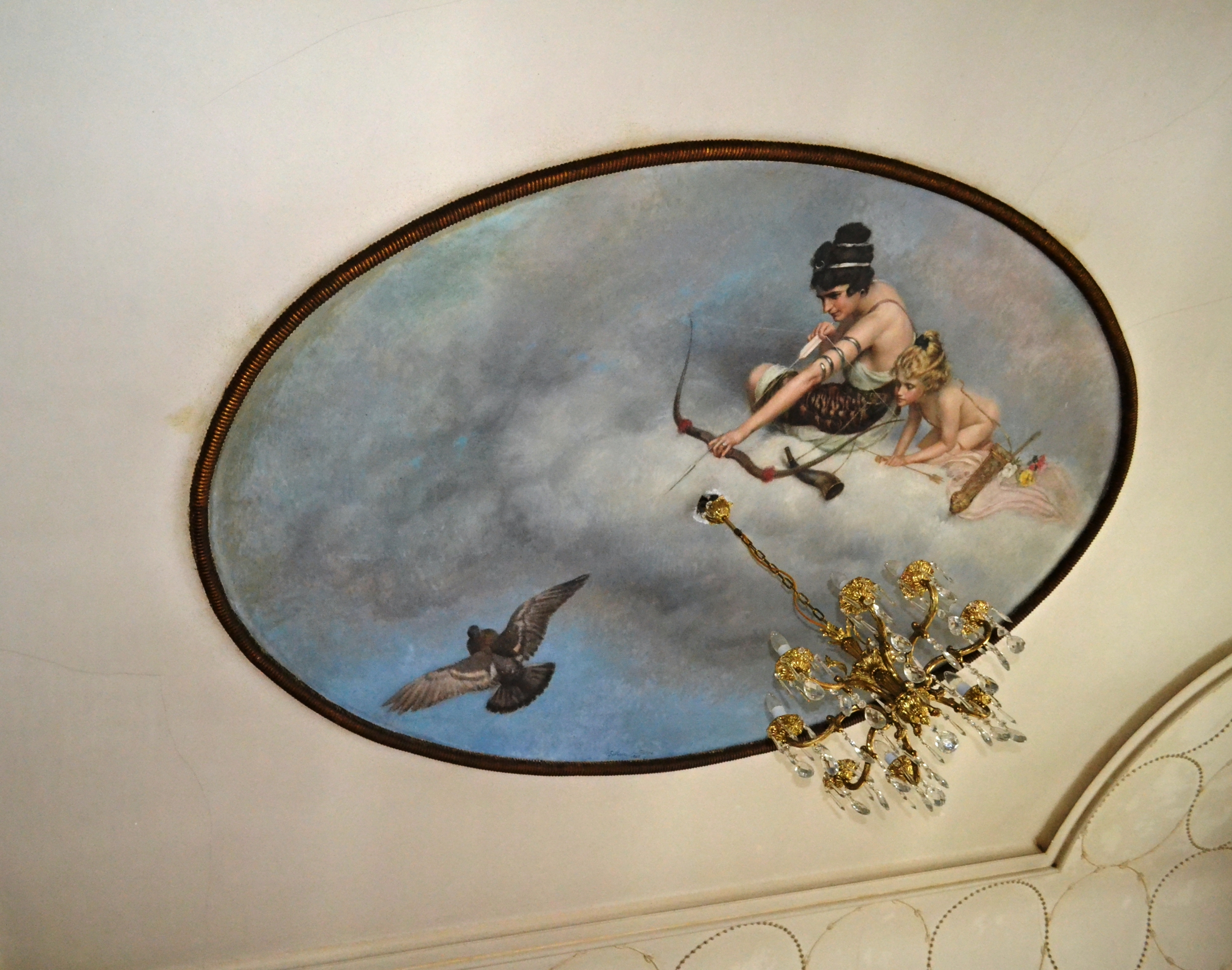
Freska Emy Destinnové jako Diany

Robert Schlosser (21. srpna 1880, Planá u Mariánských Lázní – 21. listopadu 1943, Praha) byl český akademický malíř.

## Životopis
Narodil se 21. 8. 1880 v Plané u Mariánských Lázní. Studoval na umělecko-průmyslové škole v Praze u profesorů E. K. Lišky, Felixe Jeneweina a Jana Preislera. Poté byl přijat na speciální školu pro dekorativní kresbu profesora Jakuba Schikanedera. V době svých studií byl několikrát poctěn první cenou za své žákovské práce, na konci studia měl samé výborné známky. Praxi získal během studijních cest v letech 1900-1910 po Itálii, Německu, Francii a Rumunsku. Je autorem pastelových portrétů, olejomaleb, obálek knih a ilustrací, plakátů, lunet, diplomů, ale i dekorací místností. V roce 1930 byla uvedena jeho souborná výstava ve Veletržním paláci v Praze, kde představil na stovku obrazů. Další výstavu pak uspořádal při příležitosti svých 60. narozenin. Patřil do mondénní umělecké společnosti, která se scházela v kavárně Monako. Se svým přítelem Otto Pettersem sdílel společný ateliér v Pařížské třídě 7 v Praze na Starém Městě. Společně vytvořili rovněž obraz s názvem Dívka s pávem, který byl do roku 2014 ve Zlatém fondu České pojišťovny.
Po prodeji zámku Zelená Hora šlechtickým rodem Auerspergů byl v roce 1933 zaměstnán na Zelené Hoře, kde vytvořil sérii 24 obrazů. Obraz z této série, Anglický, tzv. červený salon představuje dokumentárně a historicky cennou ukázku autorova akademismu ve výborné adjustaci. Na zámku v Domousnicích pro tehdejší majitele zámku Maštálkovi zvěčnil svou přítelkyni Emu Destinnovou na fresce, kde je zpodobněna jako bohyně lovu Diana. Pro operní divu nakreslil rovněž unikátní tarotové karty. Známému národohospodáři Jindřichu Maštálkovi ovšem malba štěstí nepřinesla, v roce 1926 spáchal na zámku po bankrotu sebevraždu.
Robert Schlosser zemřel 21. 11. 1943 v Praze, pochován je na hřbitově Malvazinky.

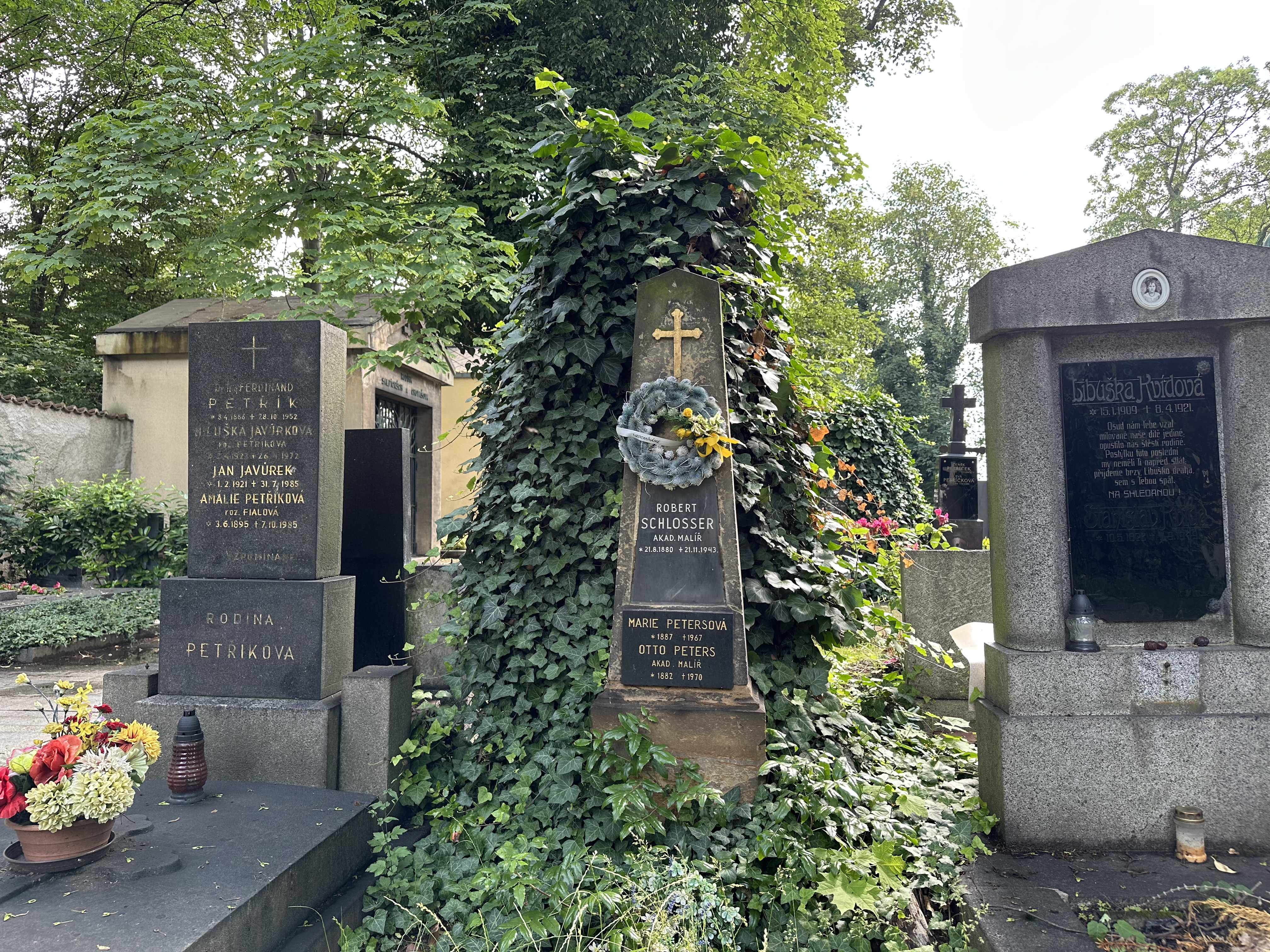
Hrob malíře na hřbitově Malvazinky v Praze